# 帕西基 (拉季維利夫區)
50°17′2″N 25°26′5″E / 50.28389°N 25.43472°E
帕西基（烏克蘭語：Пасіки），是烏克蘭西北部的村莊，隸屬里夫內州的杜布諾區。該村始建於1800年，面積0.27平方公里，海拔高度205米，2001年人口191，人口密度每平方公里710人。